# 30087 Georgeputnam
30087 Georgeputnam è un asteroide della fascia principale. Scoperto nel 2000, presenta un'orbita caratterizzata da un semiasse maggiore pari a 2,1955133 au e da un'eccentricità di 0,0842710, inclinata di 5,43433° rispetto all'eclittica.